# Mansfeld AG Nr. 6 bis 11
Die Fahrzeuge mit den Nummern 6II bis 11II der Mansfelder Bergwerksbahn sind schmalspurige Tenderlokomotiven für den Einsatz auf deren Werksbahnnetz.

## Geschichte
Für die Aufnahme des Großraumgüterwagen- und Rollwagenverkehrs auf der Mansfelder Bergwerksbahn im Jahre 1931 beschaffte die Mansfeld AG für Bergbau und Hüttenwesen bei der Firma Orenstein & Koppel neben den entsprechenden Wagen auch vier neue Heißdampf-Lokomotiven der Bauart D h2t mit den Fabriknummern 12347–12350. Ihnen wurden die Betriebsnummern 6–9 in zweiter Besetzung zugeteilt. Zwei weitere Lokomotiven wurden 1936 bzw. 1939 nachgeliefert und als 10 und 11 in zweiter Besetzer eingereiht.
Die Hauptaufgabe der etwa 350 PS (am Zughaken) leistenden und 38 t schweren Lokomotiven war die Beförderung von Rollwagen- und Erzzügen, später auch Personenzügen zu den Schächten.
In den 1950er Jahren erhielten die Lokomotiven Anschlüsse für die Hauptluftbehälterleitung, so dass entsprechende Wagen mit Luft (die für den Kaolintransport umgebauten Wagen sind in Mügeln abgestellt zu besichtigen) gekippt werden konnten. Bei den Lokomotiven 7II und 9II entfielen sie jedoch bei der letzten Aufarbeitung.
Die Leistung der Lok genügt, um einen Zug von 140 t auf einer geraden Steigungsstrecke von 1:67 (maximale Steigung bei der RüBB) mit 30 km/h bergan zu befördern. Auf der Mansfelder Bergwerksbahn wurden 120 t (vier Wagen) in der Steigung 1:30 gefahren.

## Technische Merkmale
Wie auch die neuen Selbstentlade- und Rollwagen der MBB besaßen die Lokomotiven die bei regelspurigen Bahnen übliche durchgehende Druckluftbremse. Zum Schutz des Personals vor den Unbilden der Witterung konnte das Führerhaus mittels Drehtüren und Schiebefenstern vollständig geschlossen werden. Die Lokomotiven wurden bereits ab Werk mit Anschlüssen für die Dampfheizung ausgeliefert. Auch die elektrische Beleuchtung und ein Heißdampfthermometer gehörten zur Erstausstattung. Ein Manometer für den Schieberkastendruck haben die Lokomotiven bis heute nicht. Eine Glocke auf dem Kesselscheitel kann über eine Kette betätigt werden.

### Umbauten
In den 1960er Jahren fuhr die Lokomotive 10II für etwa drei Jahre mit Ölhauptfeuerung, womit sie die erste ölhauptgefeuerte Schmalspurlokomotive in der DDR gewesen sein dürfte.
Die Lokomotive 7II, die heutige 99 4011, erhielt im Zuge der Hauptuntersuchung 2012 einige Umbauten. Sie erhielt unter anderem neue Trofimoff-Schieber, neue Wasserkästen und ein neues Kohlenkastenunterteil. Außerdem erhielt sie neue Achswellen und Radreifen, zwei neue Kuppelstangen, neue Schwingen, Kuhnsche Schleifen und ein neues Bremsgestänge. Um die richtige Kuppelhöhe zu erzielen, wurden die Kupplungsschläuche der Hauptluftleitung tiefer gesetzt.

## Verbleib
Bis auf die Lokomotive 8II, welche verunfallt und danach verschrottet worden ist, existieren noch alle Maschinen. Das Mansfeld-Kombinat hatte alle Lokomotiven, schmalspurige und regelspurige von 1 aufsteigend durchnummeriert. Zum Zeitpunkt des Unfalls der Lokomotive 8II gab es regelspurige Diesellokomotiven, die bis zur Nummer 5 durchnummeriert waren. Eine weitere regelspurige Diesellokomotive musste in das bis dahin geltende Nummernsystem des Mansfeld-Kombinats eingereiht werden. Die nächste Nummer war die 6, welche aber schon an die schmalspurige Dampflokomotive 6II vergeben war. Aus diesem Grund erhielt diese Lokomotive die Nummer 8 in dritter Besetzung und man konnte die Diesellokomotive ohne Brüche in das Nummernsystem eingliedern.
Die Standorte sind wie folgt:
- 7II: verkauft an die EBG Prora, welche diese Lok vor einigen Jahren weiterverkaufte. Nun verkehrt sie bei der Rügenschen Bäderbahn als 99 4011.
- 8III: Denkmal im Mansfeld-Museum Hettstedt, ex Lok 6II.
- 9II: verkauft an die Kindereisenbahn Jekaterinburg, dort im Einsatz.
- 10II: abgestellt im Lokschuppen Hettstedt.
- 11II: betriebsfähig, im Lokschuppen Hettstedt.